# Rachid Turki
 (juin 2019).
Si vous disposez d'ouvrages ou d'articles de référence ou si vous connaissez des sites web de qualité traitant du thème abordé ici, merci de compléter l'article en donnant les références utiles à sa vérifiabilité et en les liant à la section « Notes et références ».
Rachid Turki (arabe : راشد تركي), né en 1918 à Tunis et décédé en 2003, est un joueur et entraîneur de football tunisien des années 1950 et 1960. Il est connu comme étant le premier sélectionneur de l'équipe de Tunisie de football.

## Carrière

### Carrière de footballeur
Il rejoint les rangs de l'Espérance sportive de Tunis (EST) en 1934. À l'âge de 20 ans, il est lancé parmi les seniors et évolue comme demi ou inter-gauche. Pour sa première saison, son équipe termine deuxième du championnat et atteint les demi-finales en coupe. La saison suivante, il est champion du Nord mais son équipe perd le championnat national contre le champion du Sud, le Club sportif gabésien. Cependant, l'EST sauve sa saison en remportant la coupe de Tunisie contre l'Étoile sportive du Sahel (4-1).
La Seconde Guerre mondiale perturbe les compétitions qu'il délaisse avant que l'Association sportive française nouvellement créée ne l'engage. Mais il change fréquemment de club, passant à l'Orientale en 1943, au Club sportif des cheminots en 1944, à l'Association sportive française en 1945, avant de terminer sa carrière au Racing Club de Franceville qu'il rejoint en 1946.

### Carrière d'entraîneur
Il participe en avril 1947 au premier stage de formation d'entraîneurs dont il est le lauréat. Il exerce au Stade tunisien, dont il est l'un des fondateurs sous le nom d'Association des jeunes musulmans du Bardo. L'équipe qui est en cinquième division progresse régulièrement et gravit les échelons. Entre-temps, il est de nouveau premier au stage d'entraîneurs de 1949 et obtient le titre d'entraîneur inter-régional. Le travail qu'il accomplit avec Ouardi Berbeche permet au Stade tunisien de remporter le championnat de Tunisie cadets en 1950 et 1951, d'en être finaliste en 1954 et de gagner le championnat juniors et celui de la troisième division en 1954.
En 1955, l'équipe seniors remporte sous sa direction le championnat de deuxième division Nord et se montre intraitable aux barrages en battant successivement l'Union sportive de Gabès (3-1), le Sporting Club de Gafsa (7-0) et l'Union sportive tunisienne (2-1).
Elle accède pour la première fois en première division où elle s'impose rapidement avec une coupe de Tunisie en 1956 et un championnat en 1957. Il participe également à mettre en place la première équipe de Tunisie indépendante de football. Turki, dont l'expérience est exemplaire au Stade tunisien, est alors recruté par l'Avenir sportif de La Marsa qui est en deuxième division. Il l'aide également à accéder pour la première fois en première division en 1959. Son retour au Stade tunisien en 1961-1962 est couronné par un autre titre de championnat. Son passage en 1967 au Club olympique des transports est également couronné par un titre de champion de Ligue II, après quoi il se consacre au travail de formation des jeunes au Stade tunisien avec une belle réussite et la découverte de nombreux talents.